# آی مائدا (صداپیشه)
آی مائدا (انگلیسی: Ai Maeda؛ زادهٔ ۱۹ آوریل ۱۹۷۵) صداپیشه، خواننده و بازیگر اهل ژاپن است. وی از سال ۱۹۹۶ میلادی تاکنون مشغول فعالیت بوده‌است.